# Compostela (Davao de Oro)
Compostela ist eine philippinische Stadtgemeinde in der Provinz Davao de Oro. Sie hat 87.474 Einwohner (Zensus 1. August 2015). Auf dem Gemeindegebiet liegen Teile des Naturschutzgebietes Aliwagwag Protected Landscape.

## Baranggays
Compostela ist politisch in 16 Baranggays unterteilt.
| - Bagongon - Gabi - Lagab - Mangayon - Mapaca - Maparat - New Alegria - Ngan | - Osmeña - Panansalan - Poblacion - San Jose - San Miguel - Siocon - Tamia - Aurora |